# Discografia di Jason Derulo
La discografia di Jason Derulo consiste in cinque album studio, diciannove singoli e ventuno video musicali.

## Album in studio
| Anno                                                                                          | Titolo e dettagli | Classifiche | Classifiche | Classifiche | Classifiche | Classifiche | Classifiche | Classifiche | Classifiche | Classifiche | Classifiche | Certificazioni                                                                   |
| Anno                                                                                          | Titolo e dettagli | USA         | AUS         | AUT         | CAN         | GER         | IRE         | NZL         | SWE         | SWI         | UK          | Certificazioni                                                                   |
| --------------------------------------------------------------------------------------------- | --- | ----------- | ----------- | ----------- | ----------- | ----------- | ----------- | ----------- | ----------- | ----------- | ----------- | -------------------------------------------------------------------------------- |
| 2010                                                                                          | Jason Derülo - Pubblicato: 2 marzo 2010 - Etichette: Beluga Heights, Warner Bros. - Formati: CD, download digitale        | 11          | 4           | 23          | 9           | 49          | 10          | 5           | 59          | 13          | 8           | - USA: Platino - AUS: Platino - CAN: Oro - IRE: Oro - SWE: Platino - UK: Platino |
| 2011                                                                                          | Future History - Pubblicato: 16 settembre 2011 - Etichetta: Beluga Heights, Warner Bros. - Formati: CD, download digitale | 29          | 9           | 38          | 54          | 32          | 18          | 6           | —           | 20          | 7           | - USA: Oro - AUS: Oro - UK: Oro                                                  |
| 2013                                                                                          | Tattoos - Pubblicato: 23 settembre 2013 - Etichetta: Warner Bros. - Formati: CD, download digitale                        | 4           | 5           | 29          | —           | 25          | 14          | 10          | 7           | 13          | 5           | - USA: Platino - AUS: Oro - CAN: Platino - SWE: Oro - UK: Oro                    |
| 2015                                                                                          | Everything Is 4 - Pubblicato: 2 giugno 2015 - Etichetta: Warner Bros. - Formati: CD, download digitale                    | 4           | 12          | 33          | 10          | 23          | 30          | 20          | 3           | 13          | 16          | - USA: Oro - CAN: Platino - UK: Argento                                          |
| 2024                                                                                          | Nu King - Pubblicato: 16 febbraio 2024 - Etichetta: Atlantic - Formati: CD, download digitale, streaming                  | 82          | -           | -           | 58          | -           | -           | -           | -           | 93          | 69          | - USA: Oro - CAN: Platino - NLD: Platino                                         |
| "—" indica che l'opera non si è classificata o che non è stata pubblicata in quel territorio. | |             |             |             |             |             |             |             |             |             |             |                                                                                  |

## Singoli

### Come artista principale
| Anno                                                                                          | Titolo                                                                               | Classifiche | Classifiche | Classifiche | Classifiche | Classifiche | Classifiche | Classifiche | Classifiche | Classifiche | Classifiche | Album                               |
| Anno                                                                                          | Titolo                                                                               | USA         | AUS         | AUT         | CAN         | GER         | IRE         | NZL         | SWE         | SWI         | UK          | Album                               |
| --------------------------------------------------------------------------------------------- | ------------------------------------------------------------------------------------ | ----------- | ----------- | ----------- | ----------- | ----------- | ----------- | ----------- | ----------- | ----------- | ----------- | ----------------------------------- |
| 2009                                                                                          | Whatcha Say                                                                          | 1           | 5           | 9           | 3           | 7           | 5           | 1           | 4           | 5           | 3           | Jason Derulo                        |
| 2009                                                                                          | In My Head                                                                           | 5           | 1           | 15          | 2           | 9           | 3           | 2           | 13          | 20          | 1           | Jason Derulo                        |
| 2010                                                                                          | Ridin' Solo                                                                          | 9           | 4           | 36          | 19          | 24          | 4           | 12          | —           | 45          | 2           | Jason Derulo                        |
| 2010                                                                                          | What If                                                                              | 76          | 32          | 35          | —           | 48          | 16          | 27          | —           | —           | 12          | Jason Derulo                        |
| 2010                                                                                          | The Sky's the Limit                                                                  | —           | 22          | —           | —           | —           | —           | 31          | —           | —           | 68          | Jason Derulo                        |
| 2011                                                                                          | Don't Wanna Go Home                                                                  | 14          | 5           | 8           | 8           | 11          | 8           | 17          | 37          | 18          | 1           | Future History                      |
| 2011                                                                                          | It Girl                                                                              | 17          | 3           | 34          | 34          | 23          | 3           | 3           | 35          | 30          | 4           | Future History                      |
| 2011                                                                                          | Breathing                                                                            | 112         | 9           | 8           | —           | 5           | 19          | 28          | —           | 7           | 25          | Future History                      |
| 2011                                                                                          | Fight for You                                                                        | 83          | 5           | —           | —           | —           | 28          | —           | —           | —           | 15          | Future History                      |
| 2012                                                                                          | Undefeated                                                                           | 90          | 14          | —           | —           | —           | 35          | 26          | —           | —           | —           | Future History                      |
| 2013                                                                                          | The Other Side                                                                       | 18          | 4           | 30          | 5           | 35          | 4           | 12          | 49          | 19          | 2           | Tattoos                             |
| 2013                                                                                          | Talk Dirty (feat. 2 Chainz)                                                          | 3           | 1           | 4           | 3           | 1           | 2           | 2           | 5           | 4           | 1           | Tattoos                             |
| 2013                                                                                          | Marry Me                                                                             | 26          | 8           | 27          | 37          | 57          | —           | 14          | —           | 40          | 52          | Tattoos                             |
| 2013                                                                                          | Trumpets                                                                             | 14          | 1           | 33          | 38          | 30          | 5           | 3           | 25          | 43          | 4           | Tattoos                             |
| 2014                                                                                          | Stupid Love                                                                          | —           | 17          | —           | —           | —           | 95          | —           | —           | —           | 54          | Tattoos                             |
| 2014                                                                                          | Wiggle (feat. Snoop Dogg)                                                            | 5           | 3           | 4           | 14          | 6           | 9           | 9           | 5           | 8           | 8           | Tattoos                             |
| 2015                                                                                          | Want to Want Me                                                                      | 5           | 4           | 1           | 5           | 2           | 4           | 3           | 13          | 3           | 1           | Everything Is 4                     |
| 2015                                                                                          | Cheyenne                                                                             | 66          | 25          | —           | 42          | —           | 85          | —           | —           | —           | 184         | Everything Is 4                     |
| 2015                                                                                          | Try Me (feat. Jennifer Lopez e Matoma)                                               | —           | —           | 22          | —           | 39          | —           | —           | 35          | —           | 113         | Everything Is 4                     |
| 2015                                                                                          | Get Ugly                                                                             | 52          | 77          | —           | 65          | 38          | 28          | —           | —           | —           | 12          | Everything Is 4                     |
| 2016                                                                                          | If It Ain't Love                                                                     | 67          | 34          | —           | 37          | 80          | 35          | —           | 44          | 58          | 49          | /                                   |
| 2017                                                                                          | Swalla (feat. Nicki Minaj e Ty Dolla Sign)                                           | 29          | 17          | 9           | 15          | 4           | 9           | 7           | 8           | 14          | 6           | /                                   |
| 2017                                                                                          | If I'm Lucky                                                                         | —           | 59          | 39          | 75          | 31          | 45          | —           | 54          | 77          | 28          | /                                   |
| 2017                                                                                          | Tip Toe (feat. French Montana)                                                       | —           | 81          | 25          | 39          | 11          | 12          | —           | 66          | 22          | 5           | /                                   |
| 2018                                                                                          | Colors (con Maluma)                                                                  | —           | —           | 57          | —           | 47          | 44          | —           | —           | 63          | 64          | 2018 FIFA World Cup Official Anthem |
| 2018                                                                                          | Goodbye (con David Guetta feat. Nicki Minaj and Willy William)                       | 107         | 33          | 57          | 68          | 47          | 21          | —           | 16          | 50          | 26          | 7                                   |
| 2018                                                                                          | Make Up (con Vice feat. Ava Max)                                                     | —           | —           | —           | —           | —           | —           | —           | —           | —           | —           | /                                   |
| 2019                                                                                          | Let's Shut Up & Dance (con Lay e NCT 127)                                            | —           | —           | —           | —           | —           | —           | —           | —           | —           | —           | /                                   |
| 2019                                                                                          | Mamacita (feat. Farruko)                                                             | —           | —           | —           | —           | —           | —           | —           | —           | —           | —           | /                                   |
| 2019                                                                                          | Too Hot                                                                              | —           | —           | —           | —           | —           | —           | —           | —           | —           | —           | /                                   |
| 2020                                                                                          | Savage Love (Laxed - Siren Beat) (con Jawsh 685)                                     | 1           | 1           | 1           | 1           | 1           | 1           | 1           | 1           | 1           | 1           | /                                   |
| 2020                                                                                          | Coño (con Puri e Jhorrmountain)                                                      | —           | —           | 42          | —           | 47          | —           | —           | —           | 74          | 55          | /                                   |
| 2020                                                                                          | Don't Cry for Me (con Alok e Martin Jensen)                                          | —           | —           | —           | —           | —           | —           | —           | 91          | 90          | —           | /                                   |
| 2020                                                                                          | Take You Dancing                                                                     | 57          | 10          | 12          | 49          | 15          | 7           | 13          | 26          | 11          | 7           | /                                   |
| 2020                                                                                          | Love Not War (the Tampa Beat) (con Nuka)                                             | —           | 49          | 14          | 92          | 9           | 43          | —           | 97          | 5           | 26          | /                                   |
| 2021                                                                                          | Lifestyle (feat. Adam Levine)                                                        | 76          | —           | —           | 59          | —           | 92          | —           | 74          | 69          | 84          | TBA                                 |
| 2022                                                                                          | No No No (con Tayc)                                                                  | —           | —           | —           | —           | —           | —           | —           | —           | —           | —           | /                                   |
| 2023                                                                                          | Saturday/Sunday (con David Guetta)                                                   | —           | —           | —           | —           | —           | —           | —           | —           | —           | —           | /                                   |
| 2023                                                                                          | When Love Sucks (con Dido) 2024 From the Islands (Kompa Pasión) feat Frozy and Rinar | —           | —           | —           | —           | —           | —           | —           | —           | —           | —           | /                                   |
| "—" indica che l'opera non si è classificata o che non è stata pubblicata in quel territorio. |                                                                                      |             |             |             |             |             |             |             |             |             |             |                                     |

### Come artista ospite
| Anno                                                                                          | Titolo                                                                             | Classifiche | Classifiche | Classifiche | Classifiche | Classifiche | Classifiche | Album             |
| Anno                                                                                          | Titolo                                                                             | USA         | AUS         | IRE         | NZL         | SWI         | UK          | Album             |
| --------------------------------------------------------------------------------------------- | ---------------------------------------------------------------------------------- | ----------- | ----------- | ----------- | ----------- | ----------- | ----------- | ----------------- |
| 2010                                                                                          | Text (Mann feat. Jason Derulo)                                                     | —           | —           | —           | —           | —           | —           | Mann's World      |
| 2010                                                                                          | Take You Anywhere (Shortyo feat. Jason Derulo)                                     | —           | —           | —           | —           | —           | —           | Father Forgive Me |
| 2010                                                                                          | Coming Home (Pixie Lott feat. Jason Derulo)                                        | —           | —           | —           | —           | —           | 51          | Turn It Up Louder |
| 2011                                                                                          | Test Drive (Jin Akanishi feat. Jason Derulo)                                       | —           | —           | —           | —           | —           | —           | /                 |
| 2013                                                                                          | Make a Move (Tiffany Queen feat. Jason Derulo)                                     | —           | —           | —           | —           | —           | —           | /                 |
| 2014                                                                                          | This Is How We Roll (Remix) (Florida Georgia Line feat. Jason Derulo e Luke Bryan) | —           | —           | —           | —           | —           | —           | /                 |
| 2015                                                                                          | Chingalinga (Alyxx Dione feat. Jason Derulo)                                       | —           | —           | —           | —           | —           | —           | /                 |
| 2015                                                                                          | Follow Me (Hardwell feat. Jason Derulo)                                            | —           | 26          | —           | —           | —           | —           | United We Are     |
| 2015                                                                                          | Drive You Crazy (Pitbull feat. Jason Derulo e Juicy J)                             | —           | —           | —           | —           | —           | —           | Globalization     |
| 2016                                                                                          | Secret Love Song (Little Mix feat. Jason Derulo)                                   | —           | 16          | 11          | 18          | —           | 6           | Get Weird         |
| 2016                                                                                          | Hello Friday (Flo Rida feat. Jason Derulo)                                         | 79          | 36          | —           | —           | —           | 198         | /                 |
| 2018                                                                                          | 1, 2, 3 (Sofía Reyes feat. Jason Derulo e De La Ghetto)                            | —           | —           | —           | —           | 63          | —           | /                 |
| "—" indica che l'opera non si è classificata o che non è stata pubblicata in quel territorio. |                                                                                    |             |             |             |             |             |             |                   |

## Videografia

### Video musicali
| Titolo                                                     | Anno | Direttore (i)              |
| ---------------------------------------------------------- | ---- | -------------------------- |
| Whatcha Say                                                | 2009 | Bernard Gourley            |
| Whatcha Say (Acoustic version)                             | 2009 | N.D.                       |
| In My Head                                                 | 2010 | Kai Crawford               |
| Text                                                       | 2010 | Kevin Shulman              |
| Ridin' Solo                                                | 2010 | Scott Speer                |
| What If                                                    | 2010 | Ethan Lader                |
| Overnight Celebrity (feat. Alyssa Shouse)                  | 2010 | Justin Baldoni             |
| The Sky's the Limit                                        | 2010 | Kevin Shulman              |
| Don't Wanna Go Home                                        | 2011 | Rich Lee                   |
| It Girl                                                    | 2011 | Colin Tilley               |
| Breathing                                                  | 2011 | Colin Tilley               |
| Test Drive                                                 | 2011 | N.D.                       |
| Fight for You                                              | 2011 | Colin Tilley               |
| The Other Side                                             | 2013 | Colin Tilley               |
| Talk Dirty                                                 | 2013 | Colin Tilley               |
| Marry Me                                                   | 2013 | Hannah Lux Davis           |
| Trumpets                                                   | 2013 | Colin Tilley               |
| Stupid Love                                                | 2014 | Gil Green                  |
| Wiggle (feat. Snoop Dogg)                                  | 2014 | Colin Tilley               |
| Want to Want Me                                            | 2015 | Colin Tilley               |
| Cheyenne                                                   | 2015 | Syndrome                   |
| Get Ugly                                                   | 2015 | Syndrome                   |
| Chingalinga                                                | 2015 | Dano Cerry                 |
| Naked                                                      | 2016 | Bernard Gourley            |
| If It Ain't Love                                           | 2016 | Joe Labisi                 |
| Kiss the Sky                                               | 2016 | Andy Hines                 |
| Secret Love Song                                           | 2016 | Frank Borini               |
| Hello Friday                                               | 2016 | Alex Acosta                |
| Swalla (feat. Nicki Minaj&Ty Dolla Sign)                   | 2017 | Gil Green                  |
| If I'm Lucky                                               | 2017 | Jeremy Strong              |
| Tip Toe (feat. French Montana)                             | 2017 | Jeremy Strong              |
| Colors                                                     | 2018 | Gil Green                  |
| Goodbye (con David Guetta feat. Nicki Minaj&Willy William) | 2018 | David Strbik&Jeremy Strong |
| Make Up (con Vice feat. Ava Max)                           | 2018 | Isaac Rentz                |
| Shut Up and Dance (con Lay&NCT 127)                        | 2019 | Daniel Russell             |
| Mamacita (feat. Farruko)                                   | 2019 | Jason Derulo               |
| Champion (feat. Tia Ray)                                   | 2019 | Jason Derulo               |
| Too Hot                                                    | 2019 | Jason Derulo               |
| Savage Love (con Jawash 685)                               | 2020 | David Strib                |
| Lifestyle (feat Adam Levine)                               | 2021 | N.D.                       |
| Jalebi Baby (con Tesher)                                   | 2021 | Gil Green                  |
| Ta Ta Ta (con Bayanni)                                     | 2023 |                            |
| Spicy Margarita (con Michael Bublè)                        | 2024 | Vin Bogart                 |